# Erich Bachem
Erich Bachem (ur. 12 sierpnia 1906 w Mülheim an der Ruhr, zm. 25 marca 1960 tamże) – niemiecki inżynier.

## Życiorys
W 1925 r. ukończył gimnazjum w Mülheim an der Ruhr, na Politechnice w Stuttgarcie rozpoczął studia na wydziale inżynierii mechanicznej. Następnie w Berlinie kształcił się na głównego inżyniera lotniczego. W 1933 roku w Fieseler Flugzeugbau w Kassel objął stanowisko dyrektora technicznego. W 1937 wstąpił do NSDAP, otrzymał numer członkowski 4 624 713. W 1938 w zakładach Fieselera objął stanowisko kierownika działu rozwoju, w tym okresie opracował również podręcznik dla pilotów szybowcowych. Zaprojektował też wraz z firmą Aero-Sport pierwszą przyczepę kempingową dla producenta szybowców Wolfa Hirtha. 10 lutego 1942 r. założył wytwórnię Bachem Werke GmbH. Do 1944 roku projektował samoloty dla Fieselera.
W 1944 zaprojektował dla SS pierwszy samolot rakietowy, startujący z pionowej wyrzutni- Bachem Ba 349, którego jedyny załogowy lot próbny przeprowadzony 1 marca 1945 roku zakończył się katastrofą: maszyna rozbiła się razem z pilotującym ją Lotharem Sieberem, który zginął na miejscu.
Na przełomie 1947 i 1948 r. opuścił Niemcy przez Szwajcarię i udał się do Argentyny, zbudował tam zbudował m.in. fabrykę gitar. W 1952 r. powrócił do Niemiec, w zakładach Ruhrthaler Maschinenfabrik Schwarz & Dyckerhoff GmbH objął stanowisko dyrektora technicznego. Zajmował się projektowaniem sprzętu kopalnianego, lokomotyw kopalnianych i naziemnych.
Od 1957 roku współpracował z Erwinem Hymerem w firmie Hymer, projektując przyczepy kempingowe sprzedawane pod marką Eriba (nazwa powstała z połączenia pierwszych liter imienia i nazwiska Bachema). Poszczególne typy przyczep otrzymały takie nazwy jak np. Nova, Puck, Touring, Troll, które produkowane są do dzisiaj. We Francji firma Hymer sprzedaje pod nazwą Eriba samochód z zainstalowaną na stałe przyczepą kempingową.

## Prace Ericha Bachema
- Die Praxis des Leistungs-Segelfliegens, 1932, drugie wydanie 1936
- Das Problem des Schnellstfluges, 1933
- Beitrag in: Probleme aus der astronautischen Grundlagenforschung, hrsg. v. Heinz H. Koelle, 1952